# جام خیریه انگلستان ۲۰۲۲
جام خیریه انگلستان ۲۰۲۲صدمین بازی سوپرجام انگلیس بود، یک مسابقه فوتبال سالانه بین قهرمان فصل قبل لیگ برتر، منچسترسیتی، و قهرمان جام حذفی فصل قبل، لیورپول. این بازی در ۳۰ ژوئیه ۲۰۲۲ برگزار شد.
برای اولین بار در ۱۰ سال اخیر، این مسابقه به دلیل میزبانی فینال یورو ۲۰۲۲ زنان ، در خارج از ورزشگاه همیشگی یعنی ومبلی برگزار شد و به جای آن در ورزشگاه کینگ‌پاور باشگاه لستر سیتی برگزار شد.
لسترسیتی به عنوان قهرمان جام اتحادیه فوتبال انگلیس در سال ۲۰۲۱ مدافع عنوان قهرمانی بود، اما برای این دوره واجد شرایط نشد، چون آنها نتوانستند قهرمان یکی از دو رقابت‌های لیگ برتر یا جام حذفی شوند.
لیورپول این مسابقه را با نتیجه ۳–۱ پیروز شد تا شانزدهمین قهرمانی جام خیریه انگلستان و اولین قهرمانی در این جام در ۱۶ سال اخیر را برای لیورپول رقم بزند.
تعداد ۲۸٫۵۴۵ تماشاگر برای این بازی در ورزشگاه حضور داشتند که این کمترین میزان تعداد تماشاگران حاضر در ورزشگاه برای یک بازی جام خیریه انگلستان از زمانی بود که ۲۳٫۹۸۸ نفر در ماین رود شاهد شکست ۱–۰ منچستر سیتی در برابر برنلی در سال ۱۹۷۳ بودند.